# Torri di Marko
Le Torri di Marko o Markovi Kuli, (in macedone Маркови Кули?, in serbo Марков Град?) sono i resti di un castello fortificato costruito nel XIV secolo dal re Marko Kraljević. Le rovine si trovano in cima a un promontorio roccioso nei pressi della città di Prilep, in Macedonia del Nord. Il sito mostra le tracce di un'antica occupazione antecedente al re Marko, ed è anche un'eccezionale sito naturalistico. In quanto tale, dal 1965 è protetto dalla IUCN e dal 2004 è stato inserito nei siti candidati alla lista patrimonio mondiale dell'UNESCO.

## Geografia
Le Torri di Marko si trovano a quattro chilometri a nord-ovest del centro di Prilep. Il promontorio su cui sono costruiti è la punta più meridionale del monte Zlatovrv, estremamente difficile da raggiungere e sul quale si trova anche il monastero di Treskavets. Sotto le torri si estende la vasta pianura della Pelagonia.
Il promontorio su cui si trovano le torri presenta una diversità geologica unica nella regione. Il terreno è composto da gneiss e graniti più giovani e le attività climatiche e sismiche, e la flora hanno modellato un rilievo molto particolare, formato da molteplici anfratti. Lo gneiss, derivante dall'attività vulcanica, ha circa 720 milioni di anni e il granito è si è introdotto nella roccia 300 milioni di anni fa.

## Storia
Il sito è stato abitato fin dall'età del bronzo, poi ininterrottamente fino al medioevo. In particolare vi sono state rinvenute significative tracce risalenti all'età del ferro e all'antichità. Dal II al IV quarto secolo, il sito fu anche un piccolo centro abitato.
Il sito contiene il più importante insediamento slavo altomedievale scoperto nei Balcani.Vi sono stati rinvenuti inoltre una vasta necropoli e un trono in pietra del IX-X secolo. Nel XII dodicesimo secolo, fu costruito un monastero dedicato a San Michele.

La fortezza attuale fu costruita nel XIII secolo e completata dal re Marko Kraljević nel XIV secolo. Del castello rimangono tre torri e bastioni larghi circa un metro, costruiti in blocchi di calcare. Dopo la morte del re nel 1395, la Macedonia fu invasa dagli Ottomani e la fortezza fu utilizzata come rifugio dagli slavi in fuga dagli invasori.

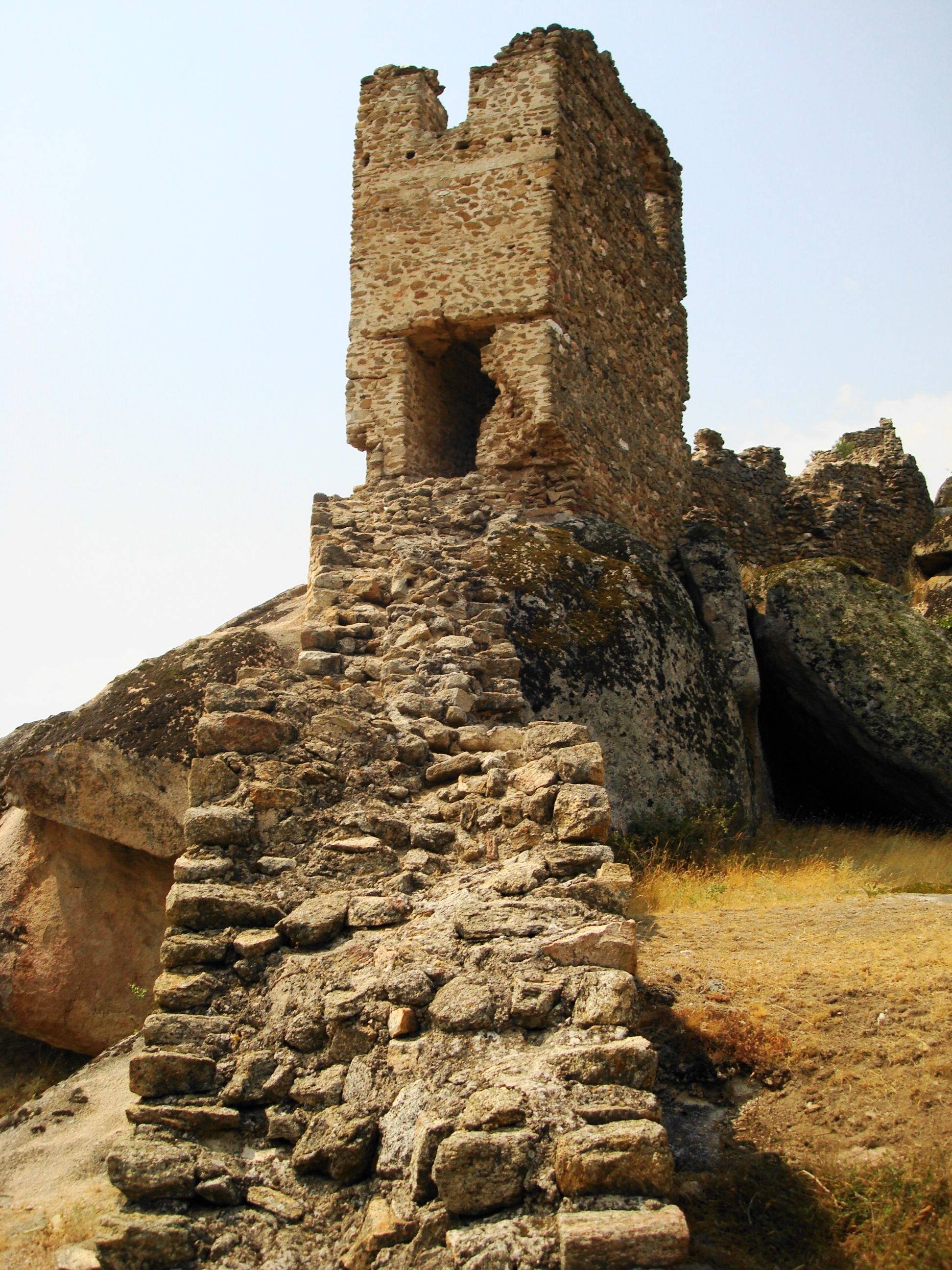
Una delle torri quadrate.
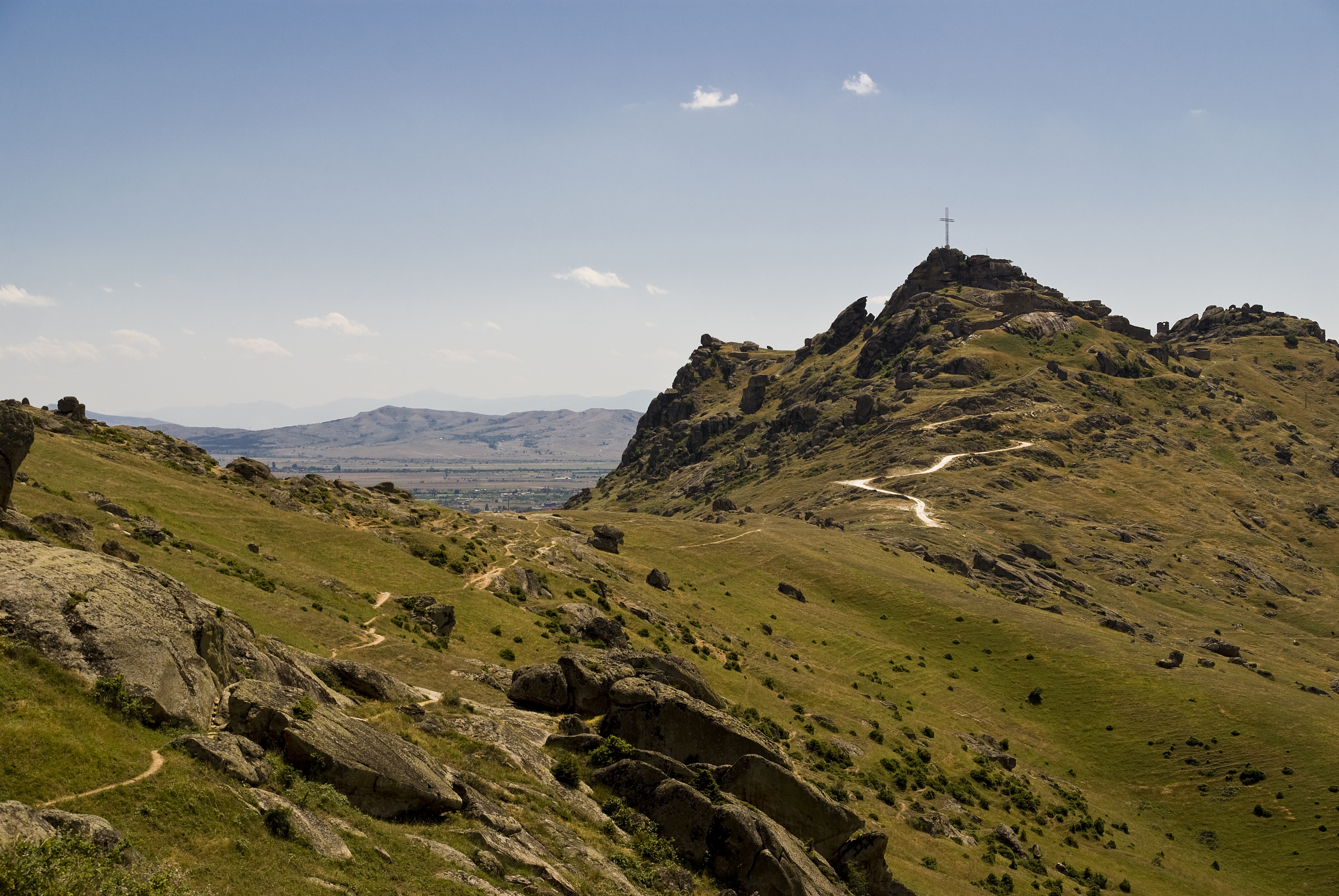
Panoramica del sito.
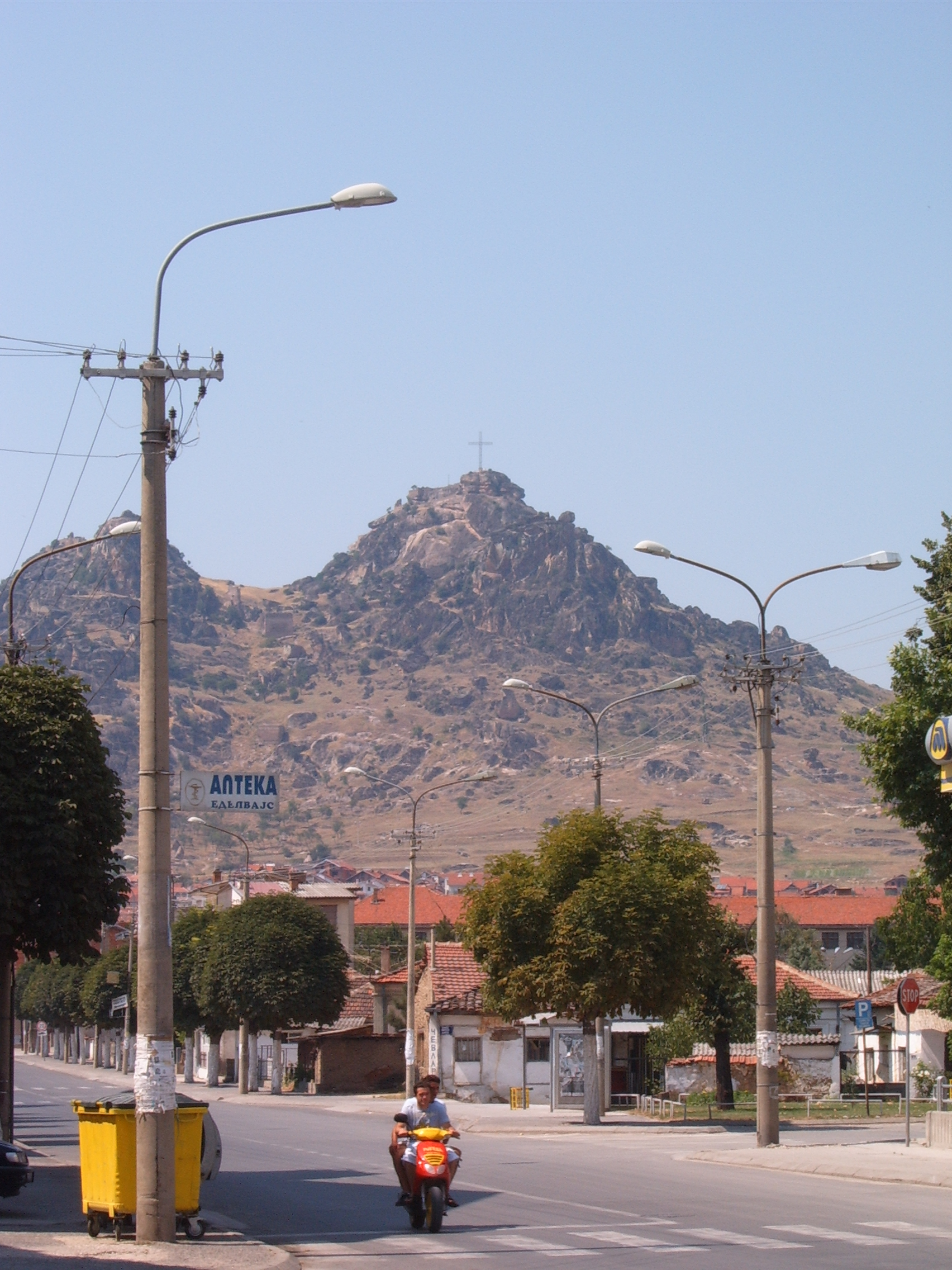
Le torri viste da Prilep.